# SPP-1 (pistola subaquática)
A pistola subaquática SPP-1 foi fabricada na União Soviética para uso dos homens-rã soviéticos como arma de fogo subaquática. Foi desenvolvida no final dos anos 1960 e aceito para uso em 1975. Sob a água, balas de formato comum são imprecisas e de alcance muito curto. Como resultado, esta pistola dispara uma munição de dardo de aço calibre de 4.5 mm (0.18 in) com cerca de 115 mm (4.5 in) de comprimento, pesando 12.8 g (0.45 oz), que tem maior alcance e maior poder de penetração do que as lanças de arpão. O cartucho completo tem 145 mm (5.7 in) de comprimento e pesa 17.5 g (0.62 oz).

## Projeto
O SPP-1 tem quatro canos, cada um contendo um cartucho. Sua munição vem na forma de um carregador de quatro cartuchos que é inserido na culatra da pistola.
Seu cano não é estriado; o projétil disparado é mantido em linha por efeitos hidrodinâmicos. Como resultado, é um tanto impreciso quando disparado fora da água.
Um mecanismo de disparo de ação dupla dispara um cartucho sequencialmente para cada pressão do gatilho. Quando todos os quatro cartuchos são gastos, a arma pode ser recarregada acima ou abaixo da água.
A pistola SPP-1M é essencialmente igual à SPP-1, com as seguintes diferenças:
- Possui uma mola extra acima da armadilha para melhorar o acionamento do gatilho.
- Seu guarda-mato é maior para acomodar luvas de mergulho.

A arma foi projetada por Vladimir Simonov, o cartucho por Pyotr Sazonov e Oleg Kravchenko. Simonov também projetou o fuzil anfíbio APS.

## Desempenho
A profundidade reduz o alcance porque a pressão mais alta fecha a cavidade mais cedo. Uma vez que o projétil não está mais supercavitando, o arrasto hidrodinâmico aumenta muito e o projétil se torna instável.
O alcance letal é definido como o alcance a partir do qual ele pode facilmente penetrar em um traje subaquático acolchoado ou placa frontal de vidro grosso de 5 mm (0.20 in).
É fabricado pela TOZ (Tulsky Oruzheiny Zavod/ Тульский Оружейный Завод) na Usina de Armas de Tula, e exportado pela Rosoboronexport, a agência estatal para exportação e importação de produtos relacionados à defesa da Rússia.

## Usuários
- Cazaquistão[9]
- Rússia
- União Soviética
- Ucrânia
- Sérvia

## Variantes
O SPP-1M foi copiado pelo Irã.